# Acrophylla caesarea
Acrophylla caesarea är en insektsart som först beskrevs av Ludwig Redtenbacher 1908.  Acrophylla caesarea ingår i släktet Acrophylla och familjen Phasmatidae. Inga underarter finns listade i Catalogue of Life.